# Фукутияма
Фукутия́ма (яп. 福知山市 Фукутияма-си) — город в Японии, находящийся в префектуре Киото. Площадь города составляет 552,54 км², население — 77 349 человек (1 октября 2020), плотность населения — 139,99 чел./км².

## Географическое положение
Город расположен на острове Хонсю в префектуре Киото региона Кинки. С ним граничат города Майдзуру, Аябе, Миядзу, Тамба, Тоёока, Асаго, Сасаяма и посёлки Кётамба, Йосано. Через город протекает река Юра.

## Население
Население города составляет 77 349 человек (1 октября 2020), а плотность — 139,99 чел./км². Изменение численности населения с 1980 по 2005 годы:
| 1970 | 76 844 чел. |  |
| 1975 | 78 458 чел. |  |
| 1980 | 81 398 чел. |  |
| 1985 | 83 057 чел. |  |
| 1990 | 82 791 чел. |  |
| 1995 | 82 555 чел. |  |
| 2000 | 83 120 чел. |  |
| 2005 | 81 977 чел. |  |
| 2010 | 79 652 чел. |  |
| 2015 | 78 935 чел. |  |

## Символика
Деревом города считается Zelkova serrata, цветком — Platycodon grandiflorus, птицей — Cettia diphone.